# انعدام الأمن اللغوي

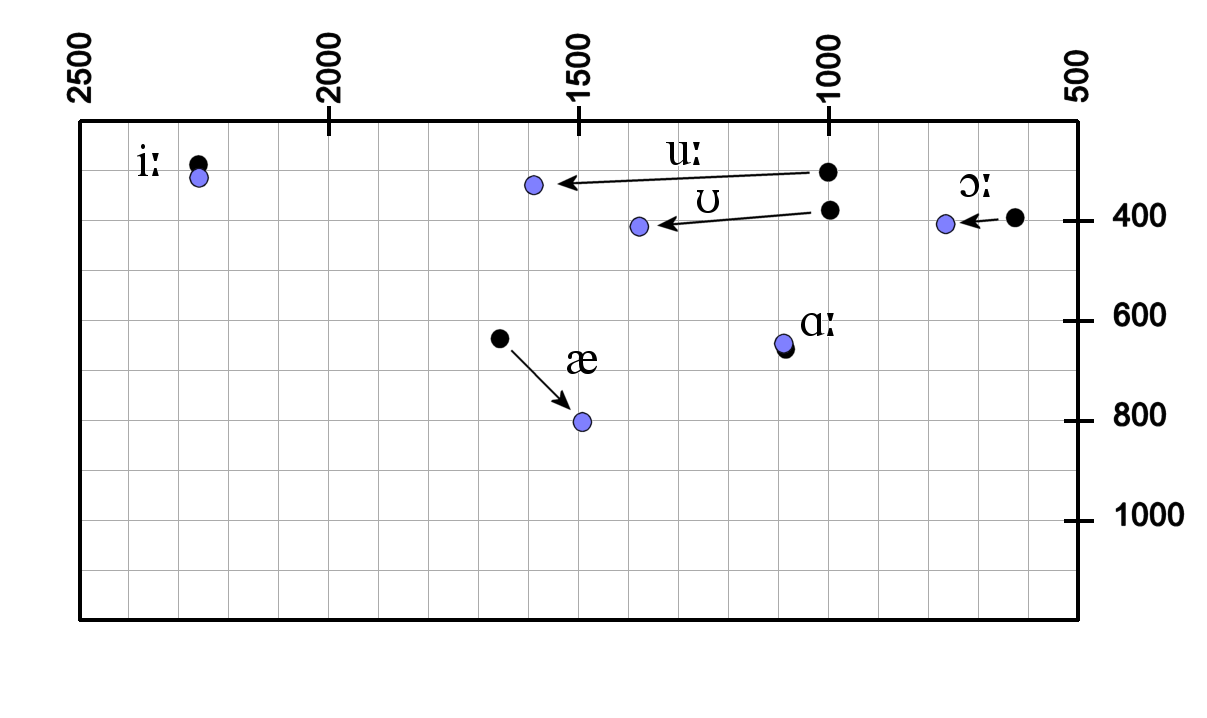

يشمل انعدام الأمن اللغوي مشاعرًا من القلق، أو الوعي الذاتي، أو فقدان الثقة في العقل عندما يبدأ المتكلم باستخدام اللغة. في العادة، تنبع هذه الحالة من القلق من اعتقاد المتحدث أن خطابه يفتقر إلى المعايير المفهومة و/أو الشكل اللغوي المتوقع من قبل محاوريه. ينتج انعدام الأمن اللغوي ظرفيًا، ويكون في الغالب مبنيًا على شعور بالضعف تجاه الأداء الشخصي في أطر معينة، فضلًا عن كونه سمة أساسية في الفرد. يمكن لهذا النوع من انعدام الأمن أن يؤدي إلى تغيرات أسلوبية وصوتية تبتعد عن خطاب المتكلم المتأثر الافتراضي؛ من الممكن تأدية هذه التغيرات بشكل واعٍ من جانب المتحدث، أو قد تكون انعكاسًا لمجهود غير مقصود لمحاولة تنويع الخطاب أو جعله أكثر هيبة أو أكثر ملاءمة للسياق. يتصل انعدام الأمن اللغوي بالتصور السائد عن أنواع الخطاب في أي مجتمع، ومن ثم قد يختلف تبعًا لاختلاف الطبقة الاجتماعية الاقتصادية والجنس. يُعتبر ذلك مهمًا بشكل خاص في المجتمعات متعددة اللغات أيضًا.

## الوصف
انعدام الأمن اللغوي هو الصورة السلبية للمتكلم عن نفسه بخصوص خطابته أو لغته ككل، خاصة في الفرق الملحوظ بين الصوتيات والمميزات النحوية في خطاب المرء والمميزات المتعارف عليها باعتبارها استخدامًا قياسيًا، مدعومة بكونها الطريقة المفضلة للتحدث، أو باعتبارها الشكل الصحيح للغة من الناحية المجتمعية. ينشأ انعدام الأمن اللغوي لدى الفرد بناء على إدراك عدم وجود «صواب» في ما يتعلق بحديثه، فضلًا عن وجود أي قصور موضوعي في نوع لغوي معين. يناقض هذا الإدراك المعرفة الحديثة باللغة، التي تعتبر كل أشكال اللغة في العموم متساوية لغويًا في ما يتعلق بكونها أدوات للتواصل، مع التغاضي عن الأحكام المجتمعية المختلفة الملحقة بها. يمتنع علم اللغة الحديث عادةً عن إطلاق أحكام تخص اللغة مثلما يستخدمها الناطقون الأصليون، رافضًا فكرة الصحة اللغوية بصفتها دون أساس علمي، أو معتقدًا على الأقل أن أي رمز للاستخدام الصحيح يُعتبر نسبيًا في الطبيعة؛ غير أن الأفكار اللغوية السائدة والتوقعات الاجتماعية لا تتبع بالضرورة الجمع العلمي.
في واحد من استخداماته المبكرة، وظّف عالم اللغة ويليام لابوف مصطلح انعدام الأمن اللغوي في ورقته البحثية المنشورة عام 1972 التي تناول فيها التصنيف الطبقي الاجتماعي لنطق حرف /r/ (الراء) لوصف السلوك الذي يمتلكه الموظفون، في ثلاثة متاجر للتجزئة في نيويورك، تجاه أساليب حديثهم، مقارنةً بالشكل القياسي للإنجليزية. وضع لابوف نظرية مفادها أن هؤلاء الموظفين الذين كان لديهم أشد تحوّل في أسلوب حديثهم من أسلوبهم الأصلي (أسلوب غير رسمي) إلى الشكل القياسي (أسلوب أكثر لفتًا للنظر) هم من كانوا متزعزعين في ما يخص اللغة. أصبح المصطلح مستخدمًا منذ ذلك الوقت لوصف أي موقف يميل فيه المتحدث إلى المبالغة في التصحيح، أو تغيير نمطه في الحديث، نتيجة لسلوك سلبي أو انعدام الثقة بخصوص خطابته المعتادة. يجب ألا يعترف المتحدث بشكل واعٍ بانعدام الثقة هذا كي لا يتأثر بانعدام الأمن اللغوي، وقد تنشأ التغيرات في النطق وتحولات الأسلوب التي تشير إلى انعدام الأمن اللغوي غفلةً دون نية من المتحدث. قد يكون انعدام الأمن اللغوي أيضًا سمة لمجتمع الخطابة بأسره، خصوصًا في كيفية ارتباطها بمجتمعات كلام أخرى لنفس اللغة تستخدم شكلًا أكثر توحيدًا. قد يكون انعدام الأمن اللغوي مستحثًا بالاعتقاد أن اللغة نظام خارجي ممنهج يجب تدريسه رسميًا للناطقين الأصليين بها، بدلًا من اكتسابها بطريقة طبيعية. هذه هي القضية في الثقافات اللغوية القياسية على الأغلب، وفيها يميل اصطلاح قياسي مقنن إلى التساوي مع اللغة ككل.